# Hydriomena impluviata
Hydriomena impluviata là một loài bướm đêm thuộc họ Geometridae. It is found ngang qua miền Cổ bắc và Cận Đông dù phạm vi phân bố của nó phần lớn được quyết định bởi sự hiện diện của cây thức ăn của ấu trùng loài sâu bướm này.
Sải cánh dài 30–34 mm. The species flies at night từ tháng 5 đến tháng 7  và is attracted to light.
Ấu trùng ăn lá các loài tống quán sủi, spinning 2 leaves together so it can feed undisturbed. The overwinters as a pupa under loose cây tổng quán sủi bark.
1. ^ Mùa bay đề cập đến British Isles. Thời gian này có thể khác ở các khu vực khác trong phạm vị phân bố loài này.

## Hình ảnh

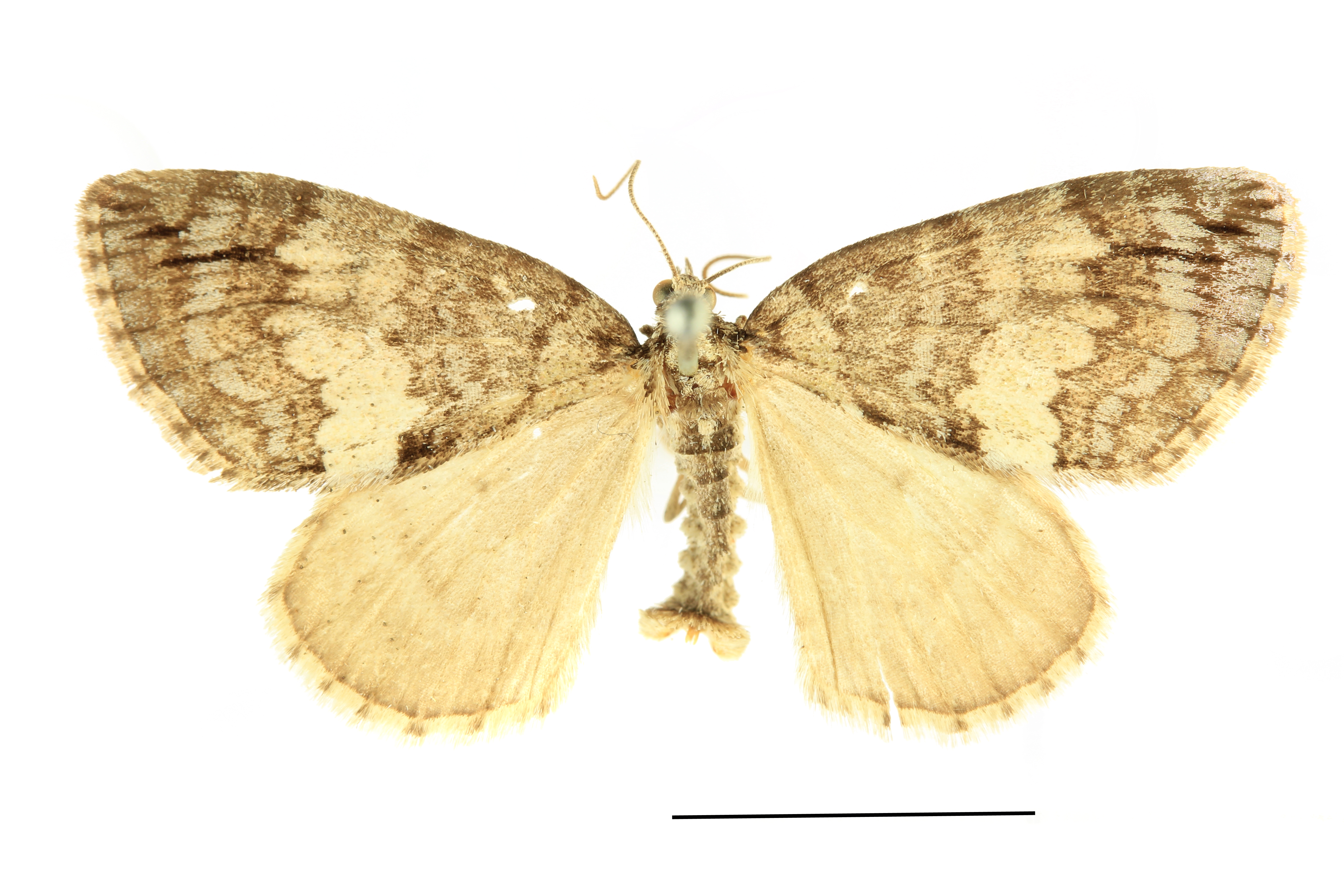
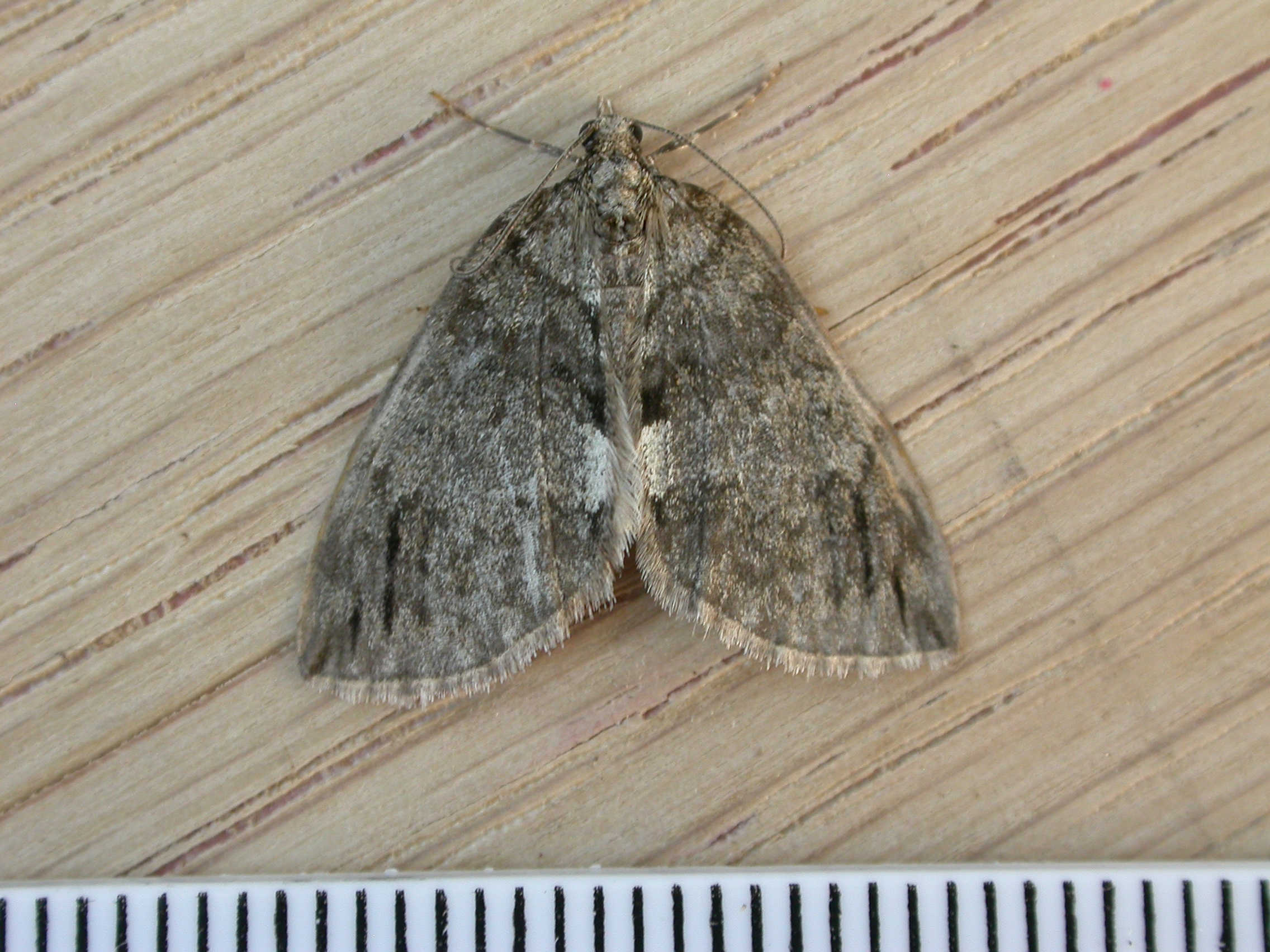
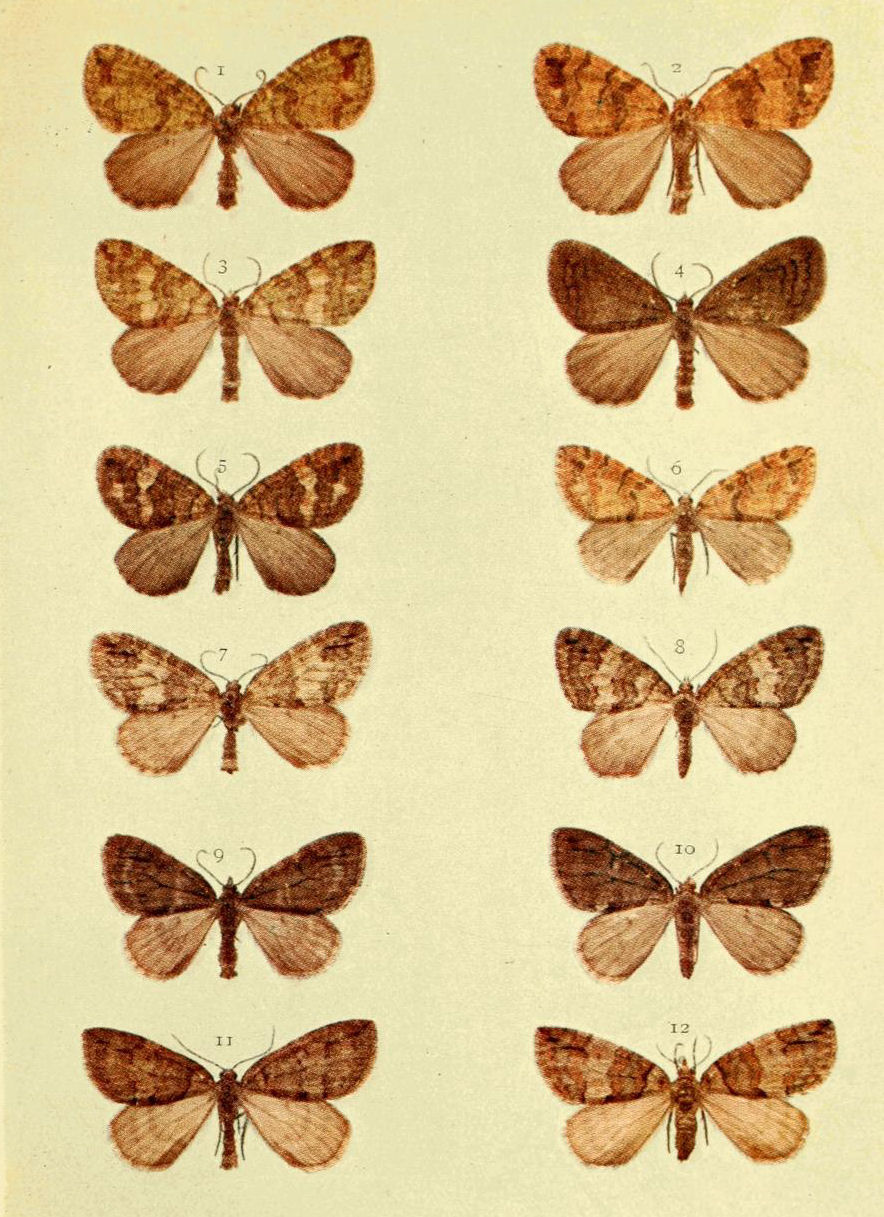
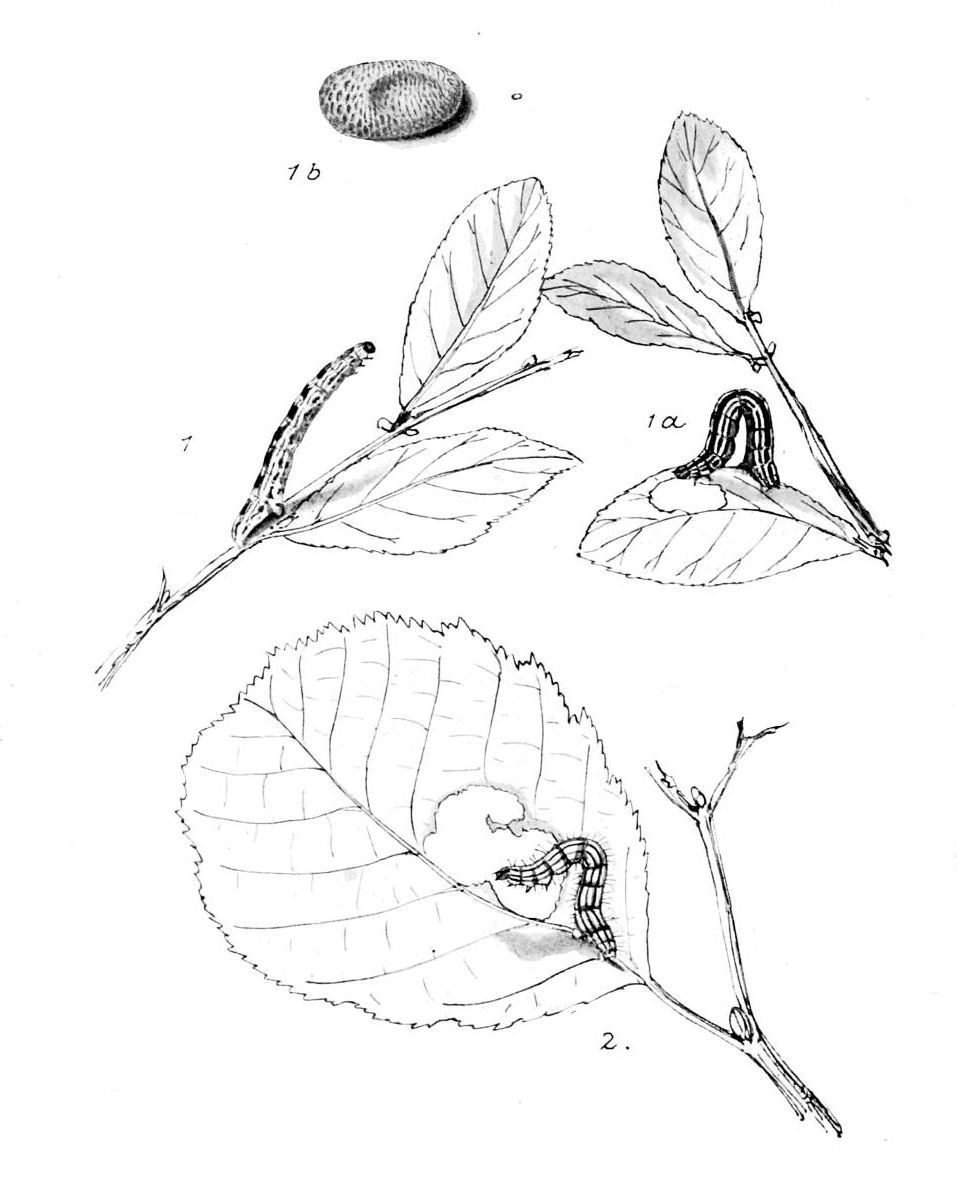

## Phân loài
- H. i. impluviata
- H. i. insulicolata